# Завод МТВЕ в Джубайлі (Ibn Zahr)
Завод МТВЕ в Джубайлі (Ibn Zahr) — підприємство у центрі саудівської нафтохімічної промисловості Джубайлі, котре здійснює випуск високооктанової паливної присадки — метилтретинного бутилового етеру (MTBE).
Компанію Ibn Zahr (відому також як Saudi European Petrochemical Company) створили у середині 1980-х саудійська нафтохімічна корпорація SABIC, фінська Neste Oy, італійська Ecofuel та Arab Petroleum Investment Corp (ARICORP), при цьому першій належало 70 %, а решті трьом по 10 %. Станом на початок 2010-х за SABIC рахувалось 80 %, а ще по 10 % утримували міжнародний енергетичний гігант Eni та ARICORP.
У 1989-му спільне підприємство почало продукувати MTBE, який отримують реакцією метанола (його постачальником, зокрема, може бути розташований у тому ж Джубайлі завод компанії Ibn Sina) та ізобутилена. Останній виробляла установка дегідрогенізації ізобутану потужністю 320 тисяч тонн на рік, тоді як ізобутан, в свою чергу, випускала установка ізомеризації н-бутана. Потужність цієї першої лінії MTBE (Ibn Zahr I) становила 11,6 тисяч барелів на добу.
У 1994-му стала до ладу створена на такій же технології друга черга Ibn Zahr II, котра продукувала 16,3 тисяч барелів MTBE на добу. Її установка дегідрогенізації була на той час найбільшою в світі та могла виробляти 452 тисячі тонн ізобутилену. Частина необхідного для цього ізобутану отримувалась ще до блоку ізомеризації шляхом розділення суміші бутанів.
Крім того, в 1993—1994 запустили блок Ibn Zahr III, що містить установок ізомеризації та дегідрогенізації, а використовує ізобутилен, отриманий під час парового крекінгу (на той час в Джубайлі вже працювали такі установки компаній Sadaf та SABIC). Потужність Ibn Zahr III становила 2,8 тисяч барелів MTBE на добу.
Станом на початок 2000-х загальна потужність майданчику рахувалась як 1,3 млн тонн MTBE на рік.
Необхідна сировина — бутан — надходить до Джубайлю по багатонитковим системам Джуайма – Джубайль та Васіт – Джубайль (остання стала до ладу у другій половині 2010-х). В подальшому бутан зможе надходити по багатонитковим системам Танаджиб – Джубайль (з середини 2020-х) та Ріяс – Джубайль (з другої половини 2020-х).
Можливо також відзначити, що станом на кінець 1990-х в Джубайлі працювало ще два заводи з випуску MTBE, створені спільними підприємствами Ibn Sina та Sadaf.